# Forton (Staffordshire)
Pour les articles homonymes, voir Forton.
Forton est un village et une paroisse civile du Staffordshire, en Angleterre.